# Joel Monteiro
Joel dos Santos Monteiro (Bebedouro, 24 de abril de 1974) é um ex-voleibolista indoor brasileiro que atuou na posição de Oposto teve passagem em clubes brasileiros e boa parte de sua carreira deu-se em clubes estrangeiros. Em sua galeria de conquistas pela Seleção Brasileira temos: duas medalhas de bronze e uma de ouro na Liga Mundial, ouro na Copa dos Campeões, assim como o bicampeonato sul-americano e o bicampeonato da Copa América, assim como foi medalhista de prata no Jogos Pan-Americanos de 1999. e semifinalista em edição do Campeonato Mundial. Fez história ao consagrar-se como um habilidoso jogador de vôlei e ter sido o herói da classificação da seleção principal no Torneio Pré-Olímpico Sul-Americano à Olimpíada de Sydney 2000

## Carreira
Joel é natural da cidade de Bebedouro, interior paulista, e aprendeu a jogar vôlei no Educandário Santo Antônio, no qual ingressou em 1984 na quarta série do Ensino Fundamental e saiu em 1990 no segundo ano do Ensino Médio. Com 12 anos de idade começa a praticar o voleibol sob orientação do professor Robson Quitério, que  também promoveu seu primeiro contato com basquetebol e atletismo. Desde 1988 jogava nas categorias de base do  Bebedouro Clube e quando decidiu ser profissional migrou para capital,   onde já aos 17 anos estava na equipe infanto-juvenil do Banespa e com 22 anos integrava a equipe adulta.
Esteve atuando pelo Banespa na Superliga Brasileira A 1994-95 alcançando a sexta posição e na edição da temporada 1995-96 melhorou uma posição em relação a anteriormente citada.Nas competições do período esportivo de 1996-97 avançou a sua primeira final de Superliga Brasileira A e tornou-se vice-campeão, não obtendo mesmo êxito na edição seguinte,pois, finalizou  apenas na sétima colocação.
Na temporada 1998-99 transfere-se para o Papel Report/Nipomed /Suzano, atuando ao lado de jogadores excepcionais como Marcelinho, Royal, Max, Dirceu, Rodrigão, o russo Olikhver entre outros.Ao disputar a Superliga Brasileira  A 1998-99 só não disputou a fase final , porque foi submetido a uma intervenção cirúrgica no tornozelo esquerdo, cujo time ficou na terceira colocação desta competição e não renovou seu contrato alegando incompatibilidade com esquema de trabalho do técnico Ricardo Navajas.
Teve maior projeção no cenário nacional a partir das temporadas que defendera  a equipe do Banespa, que perdurou de 1999 a 2001; sua boas atuações por esta equipe lhe renderam convocações para seleção brasileira.E sua estreia foi em 1997, quando convocado para integrar a Seleção Brasileira  e por esta disputou o Campeonato Sul-americano, conquistando sua primeira medalha de ouro representando o país e no mesmo ano representou a  seleção na primeira edição da Copa dos Campeões no Japão, obtendo o primeiro título para o Brasil.
Disputou em 1998 pela seleção principal sua primeira edição da Copa América  e conquistou o título de forma invicta.Também foi convocado para a seleção nesse mesmo ano para lutar pelo título do Campeonato Mundial  realizado em Tóquio-Japão, quando vestiu a camisa#9, e nesta edição o selecionado brasileiro teve uma campanha invicta nas duas fases de grupos, só perdendo a invencibilidade nas semifinais diante da Seleção Italiana e nova derrota na disputa da medalha de bronze diante da Seleção Cubana  e finalizando com a quarta posição.
Em 1999 recebeu nova convocação pela Seleção Brasileira e contribuiu para a conquista da medalha de ouro no Campeonato Sul-americano sediado em Córdova-Argentina. e neste mesmo ano esteve  no selecionado que disputou  com a camisa #9 a edição  da  Liga Mundial  quando ajudou a equipe  na classificação para a fase final , mas  a a equipe brasileira foi eliminada na semifinal   diante da Seleção Cubana e consequentemente disputou o bronze diante da Seleção Russa, desta vez não deixaram de subir ao pódio, conquistaram a medalha de bronze em solo argentino
Joel ainda na temporada de 1999 pela seleção disputou o Pan de Winnipeg de 1999 e nesta edição conquista a medalha de prata. Nesse mesmo ano o técnico Radamés Lattari  o convoca para disputar sua segunda edição da Copa América,  alcançando o bicampeonato de forma invicta ao derrotar na final a Seleção dos Estados Unidos; e pela seleção disputou a Copa do Mundo, encerrando apenas na quinta colocação, perdendo a chance da classificação antecipada para a Olimpíada de Sydney
Retornou ao Banespa e ajudou o clube a conquistar  o título paulista  que há nove anos  não subia no lugar mais alto do pódio em estaduais. e foi eleito o Melhor Sacador da Superliga Brasileira A 1999-00 e nesta edição terminou no terceiro lugar
Joel  disputou no ano de 2000 pela Seleção Brasileira mais uma edição da Liga Mundial ,  cuja fase final foi sediada em Roterdã, vestindo a camisa #14 contribuiu para o Brasil conquistar a medalha de bronze derrotando a  ex- Iugoslávia. No auge da carreira aos 25 anos foi convocado pelo técnico Radamés Lattari para disputar o Torneio Qualificatório Pré-Olímpico Sul-Americano em São Caetano do Sul, e nesta competição disputavam a única vaga: Argentina, Colômbia, Brasil e Venezuela.A Seleção Brasileira venceu todos os jogos e a Seleção Argentina também, a última partida era entre as duas seleções, além da rivalidade sul-americana, estava em jogo a única vaga para  Olimpíada de Sydney, evitando uma repescagem ao disputar o Pré-Olímpico Mundial, muito mais difícil de conseguir.
No referido torneio Joel entrava quando equipe estava em dificuldade ou na inversão do 5-1, entrando juntamente com o levantador Ricardinho. Na partida contra os argentinos a equipe brasileira encontrou muitas dificuldades, embora tecnicamente superior aos rivais, não fazia boa partida, perderam o 1º set e no 2º set comandaram o placar até os  24 a 22  e  Joel entra para substituir o  Marcelo Negrão e faz dois aces incentivando o grupo brasileiro na reação e evitando a vitória parcial dos argentinos, de virada vencendo o segundo set por  32-30, para delírio de quatro mil torcedores no Ginásio Lauro Gomes, tais espectadores gritavam seu nome e a partir daí tudo seguiu seu curso normal até o set seguinte vencido pelos brasileiros, detalhe que Joel quem fez o ponto decisivo.
O quarto set  desse torneio foi bem emocionante, os argentinos venceram 35-33, levando a decisão para o quinto e decisivo set. No tie-break a Seleção Argentina, embalada, abriu uma vantagem de 6-2, vantagem  pouco provável de reverter,foi quando Joel foi sacar e mudou todo panorama do set, com potência desestabilizou  a recepção adversária, empatando o marcador em  6-6.Com o bloqueio de André Heller o Brasil abre uma vantagem 14-12, no instante do 14-13 o levantador Ricardinho, distribui a bola do match point para nome do jogo e Joel não decepciona finalizando e dando ao Brasil a vaga olímpica, sendo sua consagração diante dos espectadores.Joel fez 27 pontos, ficando atrás do argentino Marco Milinkovic, que fez 33 pontos e  jogou todos os sets ; o reconhecimento da brilhante partida de Joel para classificação foi enaltecida pelos companheiros, técnico , presidente da CBV e pelos adversários, mesmo se recuperando de contusão.Joel e o levantador Ricardinho, foram os destaques do jogo
Um capítulo triste na carreira de Joel foi exatamente o corte para  os Jogos Olímpicos de Verão de 2000, pois, sua grande atuação na classificação alimentava seu maior sonho em disputar a competição. Nos bastidores circulavam inúmeros rumores das razões do corte dele e do Rodrigão. Magoado e decepcionado, pois, rejeitou inúmeras oportunidades fora do país, abdicando destas para jogar no Brasil e o corte da equipe as vésperas da competição o fizeram  decidir em não mais jogar em clubes brasileiros; completou 120 partidas pela seleção brasileira, em clubes foi: vice-campeão da Liga Nacional, tetracampeão paulista e campeão da Copa do Brasil.
Jogou anos no voleibol italiano, japonês, grego, argentino e dos Emirados Árabes. Por ironia do destino justamente foi Argentina que eliminou o Brasil na Olimpíada de Sydney, enquanto isso Joel se destacava pelos clubes figurando entre os maiores pontua dores, sacadores e melhores atacantes
Na Superliga 2000-01 atuou pelo Banespa terminando na quarta colocação.Na temporada 2001-02 disputou o Liga A2 Italiana pela Gabeca Pallavolo Brescia  terminando na quinta colocação e sucumbiu nas oitavas de final da Copa Itália A2. Ainda na série A2 passou a defender a equipe Raffaele Lamezia e conquista o vice-campeonato desta divisão tanto na o Liga A2 Italiana e na Copa Itália A2
Transferiu-se para equipe italiana Bossini Gabeca Montichiari para disputar  a Liga A1 Italiana  e nesta terminou na décima primeira colocação na temporada 2003-04 e foi eleito o Melhor Sacador. Em 2004 foi convocado para Seleção Brasileira pelo técnico Bernardo Rezende para disputar  a edição desse ano da Liga Mundial, após ter ficado quatro anos fora da seleção, foi uma das novidades nesta ocasião e conquistou o ouro desta competição
Na jornada seguinte passou atuar no voleibol japones por duas temporadas, onde foi quinto lugar na Liga A Japonesa  edição 2004-05  e vice-campeão na edição 2005-06. Por duas temporadas retornou ao vôlei italiano e defendeu a equipe  Materdomini Volley.It Castellana Grotte na série A2, na  temporada 2006-07 terminou na sexta posição da Liga A2 Italiana e  novamente sucumbe nas semifinais da Copa Itália A2, na mesma divisão em 2007-08 terminou na décima primeira posição e não avança além das quartas de final da Copa Itália A2
Defendeu  por uma temporada equipe grega A.O. Kifisia Athens, competições de 2008-09, foi vice-campeão da Copa  da Associação Bálcãs de Voleibol de 2008 e terminou na nona posição da Liga A1 Grega nesta liga foi o Maior Pontuador , Melhor Atacante  e quinto Melhor Sacador
Joel trocou o voleibol grego  para atuar na Argentina.Defendeu na temporada 2009-10 a equipe da UPCN/San Juan. e chegou a final do  Liga A1 Argentina sagrando vice-campeão desta competição e foi o Maior Pontuador desta edição além de ocupar a sexta posição como melhor saque. Na Liga  A1 Argentina  de 2010-2011 atuou pela equipe Sarmiento Santana Textiles e  logo na estreia fez 16 pontos , sendo maior pontuador da partida e vestindo a camisa #14, mas seu time sucumbiu nas quartas de final, terminando na sétima colocação, e neste campeonato foi o oitavo maior pontuador e novamente o sexto melhor saque
Joel é casado há mais de 13 anos com ex-levantadora da seleção brasileira Kátia Monteiro  e atleta da equipe feminina do São Bernardo, com quem tem um filho chamado  Matheus. e o convenceu a voltar ao Brasil para defender o  BMG /São Bernardo Vôlei na temporada 2012-13 e na edição da Superliga nesta temporada terminou na oitava posição. Em 29  de junho de 2013 foi condecorado com a medalha “Coronel Raul Furquim” na Câmara Municipal de Bebedouro; tal honraria é de autoria conjunta dos vereadores: Dr. Tiago (PC do B), Lucas Seren (DEM), Paulo Bola (PTB) e Juliano Cesar Rodrigues (PMDB)
Renovou contrato para temporada 2013-14 e não pensa nem tão cedo em aposentadoria, aos 39 anos tem sido o experiente da equipe a aconselhar os companheiros em início de carreira e de posição. e sagrou-se campeão dos Jogos Regionais de Barueri de 2013 e também sua equipe obteve o ouro dos  Jogos Abertos de Mogi das Cruzes de 2013. Disputou sua última Superliga Brasileira A como atleta, alcançando o sétimo lugar e foi o atleta mais velho em atividade nesta competição e anunciou  em 14 de março de 2014 sua aposentadoria como atleta após 27 anos de dedicação ao voleibol

## Títulos e Resultados
- 2013-14- 7º lugar da Superliga Brasileira A[37]
- 2013-Campeão dos  Jogos Abertos do Interior de Mogi das Cruzes[35][36]
- 2013-Campeão dos Jogos Regionais de Barueri[34]
- 2012-13- 8º lugar da Superliga Brasileira A
- 2010-11- 7º Lugar da Liga A1 Argentina[29]
- 2009-10- Vice-campeão da Liga A1 Argentina[24]
- 2008-09- 9º Lugar da Liga A1 Grega[21]
- 2008- Vice-campeão da Copa ABV[39]
- 2007-08- 11º Lugar da Liga A2 Italiana[20]
- 2006-07- 6º Lugar do Liga A2 Italiana[20]
- 2005-06-Vice-campeão da  Liga A Japonesa[40]
- 2004-05-5º Lugar da Liga A Japonesa[40]
- 2003-04- 11º Lugar da Liga A1 Italiana[18]
- 2002-03- Vice-campeão  da Copa Itália A2[17]
- 2002-03- Vice-campeão  da Liga A2 Italiana[17]
- 2001-02- 5º Lugar da Liga A2 Italiana[16]
- 2000-01- 4º lugar  da Superliga Brasileira A[5]
- 2000- Campeão do Campeonato Paulista[10]
- 2000- Campeão do Pré-Olímpico Sul-Americano (São Caetano do Sul,  Brasil)[14]
- 1999-00- 3º lugar  da Superliga Brasileira A[5]
- 1999- 5º Lugar no Copa do Mundo ( Japão)[9]
- 1998-99- 3º lugar  da Superliga Brasileira A[6]
- 1998- 4º lugar no Campeonato Mundial(Tóquio,  Japão)[2]
- 1997-98– 7º lugar  da Superliga Brasileira A[5]
- 1996-97– Vice-campeão  da Superliga Brasileira A[5]
- 1995-96– 5º lugar  da Superliga Brasileira A[5]
- 1994-95– 6º lugar  da Superliga Brasileira A[5]

## Premiações Individuais
- 8º Maior Pontuador da Liga A1 Argentina de 2010-11[30]
- 6º Melhor Sacador da Liga A1 Argentina de 2010-11[31]
- 6º Melhor Sacador da Liga A1 Argentina de 2009-10[26]
- Maior Pontuador da Liga A1 Argentina de 2009-10[25]
- Maior Pontuador da Liga A1 Grega de 2008-09[41]
- Melhor Atacante da Liga A1 Grega de 2008-09[42]
- 5º Melhor Sacador da Liga A1 Grega de 2008-09[43]
- Melhor Sacador da Liga A1 Italiana de 2003-04[18]
- Melhor Sacador da Superliga Brasileira A de 1999-00[11]